# Govanakoppa, Badami
Govanakoppa là một làng thuộc tehsil Badami, huyện Bagalkot, bang Karnataka, Ấn Độ.